# 바이노달

바이노달 곡선을 표시하는 상 다이어그램

열역학에서 공존 곡선(영어: coexistence curve) 또는 바이노달 곡선(영어: binodal curve)으로 알려져 있는 바이노달(영어: Binodal)은 두 개의 구별되는 상이 공존하는 상태를 의미한다. 동등하게, 완전히 섞인 계, 그리고 일련의 상이 구별된 상태에 대해서 열역학적으로 유리한 일련의 상태 사이의 경계이다.  일반적으로, 바이노달은 환경에서 모든 용액 구성 요소의 화학적인 퍼텐셜이 각각의 상에 대해서 동등하다고 정의된다. 온도에서 바이노달 곡선의 극값은 온도에서 스피노달 곡선의 극값 중 하나와 동시에 일어난다. 그것을 크리티컬 포인트라고 한다.